# Zeitschrift für Chemie
Die Zeitschrift für Chemie wurde seit 1961 im Auftrage der Chemischen Gesellschaft der DDR herausgegeben und war eine bedeutende deutschsprachige wissenschaftliche Zeitschrift auf dem Gebiet der Chemie. Der Schwerpunkt lag – ähnlich wie bei der Zeitschrift Angewandte Chemie in der Bundesrepublik Deutschland – bei Übersichtsarbeiten und Kurzmitteilungen in den Gebieten der Organischen Chemie und der Anorganischen Chemie sowie der Physikalischen Chemie.
Herausgeber waren zuerst Heinz Dunken, Lothar Kolditz und Elmar Profft. Später wurden Helga Dunken und Roland Mayer Mitherausgeber.
Nachdem die Chemische Gesellschaft der DDR 1990 ihre Tätigkeit beendet hatte, wurde die Herausgabe von nur einer Zeitschrift mit entsprechendem Profil – nämlich der Zeitschrift Angewandte Chemie – von den Vorständen der chemischen Gesellschaften (also auch der GDCh) für zweckmäßig gehalten. Aus diesem Grunde wurde die Herausgabe der Zeitschrift für Chemie im Dezember 1990 eingestellt.